# 埃米尔·卢贝
埃米尔·弗朗索瓦·卢贝（Émile François Loubet） (法語：[emil lub?]; 1838年12月31日—1929年12月20日) 第八任法国总统。曾經担任蒙特利马尔市长，后成为莱昂·甘必大的坚定的支持者。他在1876年当选为众议院议员，1885年成为参议院议员，出任蒂拉尔内阁的公共工程部长（1887年12月－1887年3月）。1892年他的私人朋友萨迪·卡诺总统邀请他组建内阁，12月因巴拿马问题丑闻辞职，改任卡诺和里博内阁的共和党部长。1895年，受俄羅斯和德國之邀干涉日本還遼於清朝。1899年2月，他以483票对279票当选总统，总统任职期间（1899年－1906年），首都巴黎成功举办1900年世界博览会，与英国缔造协约，解决他们在布尔战争和德雷福斯事件的尖锐分歧。总统任满后退休，1929年12月20日去世，享年90岁。

## 卢贝政府, 1892年2月27日- 12月6日
- 埃米尔·卢贝 – 部长会议主席和内政部长
- 亚历山大·里博 – 外交部长
- 夏尔·德·弗雷西内 – 战争部长
- 莫里斯·鲁维埃 – 财政部长
- 路易·里卡德 – 司法和禮拜部长
- 朱尔·罗什 – 商务、工业和殖民地部长
- 戈德弗罗瓦·卡芬雅克 – 海军部长
- 莱昂·布尔茹瓦 – 公共教育和美术部长
- 朱尔·德维尔 – 农业部长
- 伊夫·居尤 – 公共工程部长

变化
- 1892年3月8日 – 戈德弗罗瓦·卡芬雅克接替罗什任殖民地部长。罗什仍是商业和工业部长